# Enchiridion pape Lava III.
Enchiridion pape Lava III. (lat. Enchiridion Leonis Papae) je priručnik kršćanskih molitvi u formi bajalica i čini kojeg tradicija pripisuje papi Lavu III. († 816.), iako se zapravo radi o tekstu iz kasnijeg vremena. Premda se ne radi o klasičnom tekstu ceremonijalne magije, ovo djelo se ipak kategorizira kao grimorij te se smatra knjigom crne magije.

## Povijest
Prema legendi, franački je kralj Karlo I. Veliki dobio Enchiridion od pape Lava III. na poklon. U toj su knjizi navodno sadržane moćne čini koje čovjeka mogu zaštititi od ozljeda, vatre, divljih zvijeri i otrova. Ova legenda ima svoje izvorište u pismu Karla Velikog papi u kojem mu piše da ga, otkako posjeduje Enchiridion, prati sreća. Međutim, takvo pismo nije pronađeno u vatikanskim arhivima te je vrlo vjerojatno da se također radi samo o legendi.
Osim molitvi sadržanih u knjizi, i sama knjiga predstavlja određenu vrst talismana kojeg, prema tradiciji, vlasnik mora umotati u kožu i držati uz sebe.